# Una manola: doña Leocadia Zorrilla

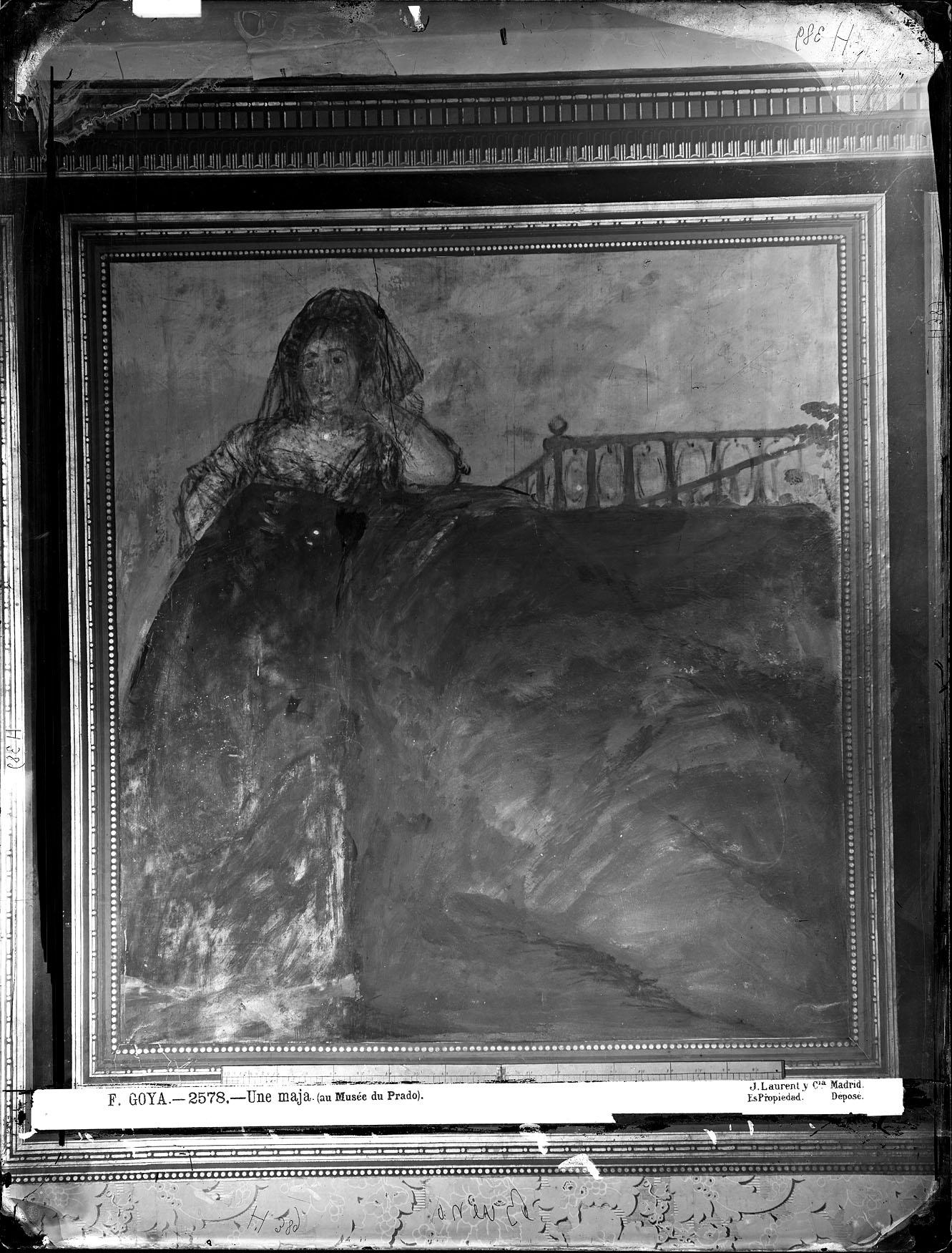
La pintura mural Doña Leocadia fotografiada en 1874, por J. Laurent, en el interior de la casa de la Quinta de Goya. El rótulo indicando "Museo del Prado" fue añadido al negativo (hacia 1890) por los sucesores de Laurent. Fototeca del IPCE.

Una manola: doña Leocadia Zorrilla, más simplemente conocida como La Leocadia, es una de las Pinturas negras que formaron parte de la decoración de los muros de la casa de campo llamada «Quinta del Sordo», que Francisco de Goya adquirió en 1819 en las afueras de Madrid. Esta obra ocupaba probablemente un espacio a la izquierda de la puerta de entrada de la planta baja, junto con Un viejo y un fraile y Dos viejos comiendo sopa, esta última situada en la sobrepuerta.
Junto con el resto de las Pinturas negras, fue trasladada de revoco a lienzo, a partir de 1874, por Salvador Martínez Cubells por encargo del barón Émile d’Erlanger, un banquero francés, de origen alemán, que tenía intención de mostrarlas en la Exposición Universal de París de 1878. Sin embargo, las obras no atrajeron compradores y él mismo las donó, en 1881, al Museo del Prado, donde actualmente se exponen.

## Análisis
Una mujer madura o «manola» vestida de luto apoya su codo en un montículo de tierra sobre el que se ve una verja que habitualmente se colocaba en las tumbas.
Toda la crítica, desde la catalogación de las Pinturas negras que hiciera Antonio de Brugada en 1828, coincide en que la mujer representada es Leocadia Zorrilla y Galarza, o Leocadia Weiss (pues estaba casada con Isidoro Weiss, comerciante de joyas judío alemán), criada por su tía materna Juana Galarza, consuegra de Goya, y amante de Francisco de Goya, con quien vivía en la Quinta del Sordo junto a dos de sus tres hijos: Guillermo y Rosario.
La expresión del rostro es triste o nostálgica y se piensa que la tumba podría aludir al reposo definitivo de Goya, con Leocadia viuda del pintor, como premonición de la muerte o bien recordando la grave dolencia (tifus) que a punto estuvo de acabar con la vida del aragonés en 1819 y que refleja el cuadro de 1820 Goya curado por el doctor Arrieta.
La obra está iluminada por una luz amarilla en la cara, el brazo y el pecho de Leocadia, y esta tonalidad hace contraste con el negro del velo que cubre su rostro y la parte superior del vestido. La silueta de esta mujer está contorneada por una gruesa línea negra. Como señala Valeriano Bozal, «El paisaje claro del fondo contrasta con la escena clara [sic, léase probablemente «oscura»] del primer término, con un azul y nubes entre los más bellos que Goya pintara, no es el ambiente lo oscuro, lo es la escena».
El fondo del cuadro lo ocupa un cielo azul, blanco y ocre amarillento de luz de mediodía, lo cual abre el colorido a una gama menos tétrica que preludia su Lechera de Burdeos (h. 1825-1827).
Como en todas las Pinturas negras, la gama cromática se reduce mucho, pero en esta pintura en especial a los azules, negros y ocres. Esta paleta subraya el tema de la muerte y denota la viudez y el luto. El cuadro es un exponente de las características que el siglo XX ha considerado como precursoras del expresionismo pictórico.